# Eugène-Toussaint Cateland
Pour les articles homonymes, voir Cateland.
Eugène-Toussaint Cateland, né le 28 mars 1840 à Lyon et mort en mars 1922, est un architecte français. 
Il est le père des architectes Emmanuel, Joseph et Amédée Cateland (également orfèvre) et le grand-père de l'architecte Jean Cateland.

## Carrière
Il travaille pour le compte de Tony Desjardins de 1860 à 1878. Il dirige l'école de dessin et d’art industriel de Tarare. 
À Tarare, il a réalisé les bâtiments de la manufacture de moulinage J-B. Martin.
Il est admis à la société académique d'architecture de Lyon le 2 juillet 1885.